# 荃豐中心

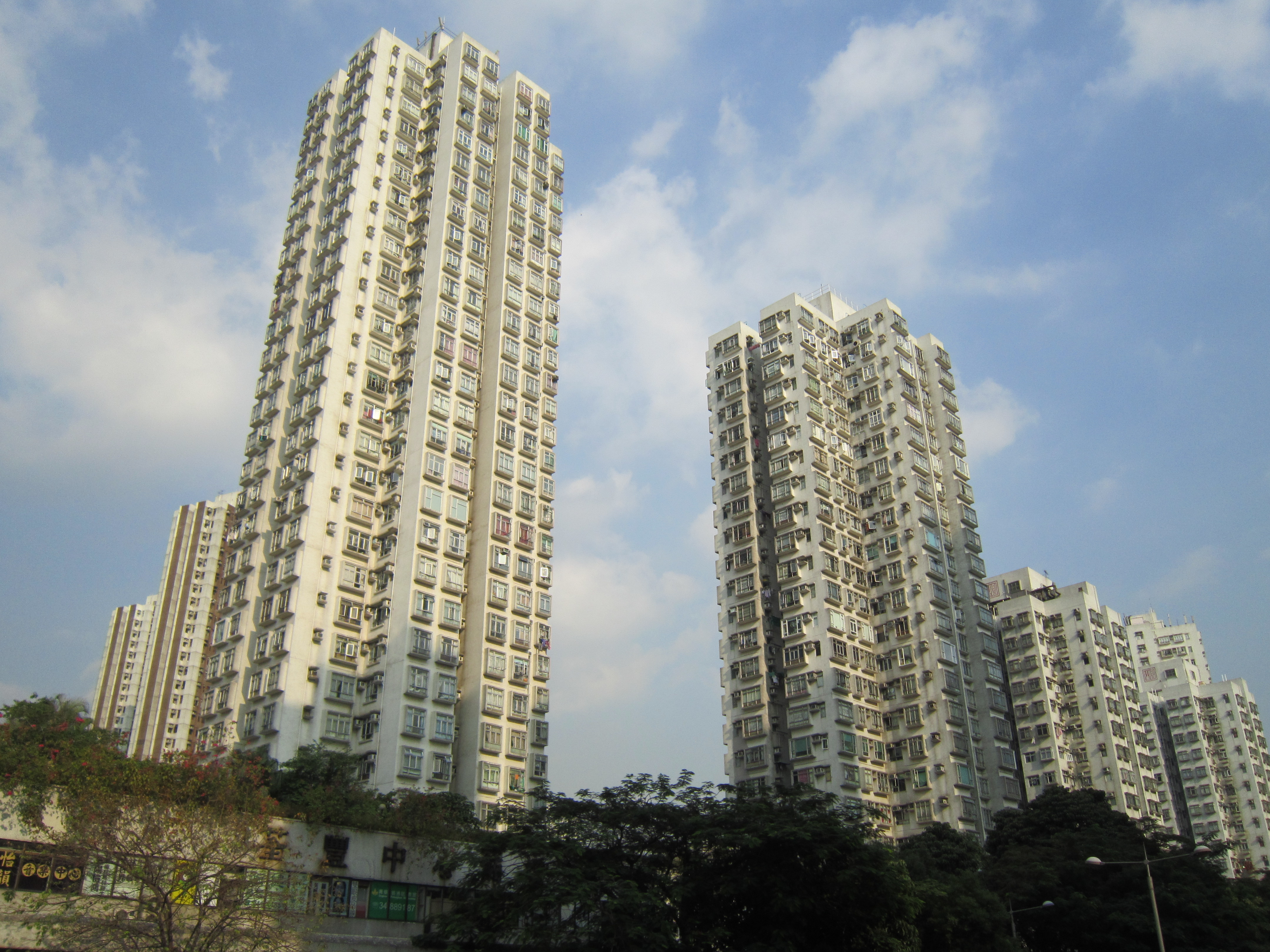
荃豐中心住宅大廈

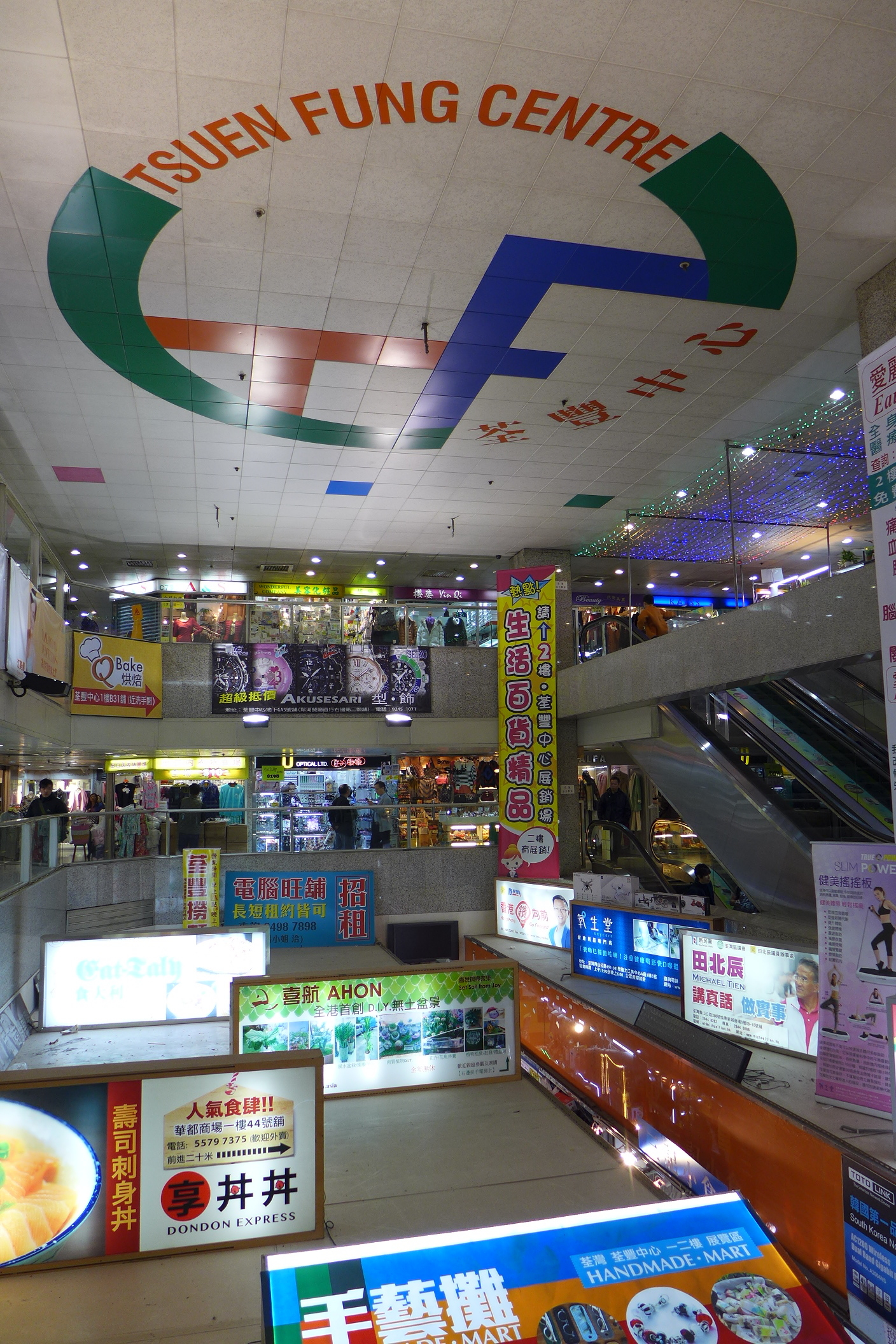
荃豐中心商場中庭

荃豐中心（英語：Tsuen Fung Centre）是位於香港荃灣區荃灣西樓角路138-168號的一個屋苑，由南豐集團發展，亦由旗下的漢興企業負責管理，屋苑於1987年1月12日落成。屋苑基座附設的3層商場為區內年輕人玩意、組裝電腦、電視遊戲機等的集散地。屋苑原址為上海壩村春三園（德範學校及錦全幼稚園）。

## 屋苑特色
荃豐中心只有1幢住宅大廈，大廈共有27層（4-30樓），每層樓共設有8個單位，由336呎至493呎不等，住宅入口設於西樓角路一方。大廈基座設有一個購物商場，商場共有3層（商場A-商場C），其中2樓（商場B）設有天橋連接港鐵荃灣站及華都中心。

## 設計
荃豐中心至豪輝花園的連貫式商場可謂1980年代2線發展商的經典設計。當時普遍屋苑都會附設小型購物商場，即使鄰近屋苑都有同樣設施或整個屋苑只有一幢樓宇。
由於屋苑位置不及市中心一帶方便，發展商便利用天橋連接市中心通往港鐵荃灣站的天橋，組成荃灣行人天橋網絡，藉此將顧客吸引到商場中。荃豐中心是當中第一個商場，在此之後更有華都中心、荃昌中心及豪輝花園數個屋苑的商場部分以天橋互相連接，形成區內獨特的「一連串商場」。
從荃豐中心一例中，可見此做法非常成功。荃豐中心的2樓天橋入口成為顧客的主要來源，吸引眾多行經天橋往返港鐵荃灣站的人流；隨後的華都中心及荃昌中心亦因此分享到一定的人流；排在最後為豪輝花園商場，而豪輝花園亦設有天橋接駁悅來酒店。現時由荃灣廣場經荃灣站及荃豐中心往返悅來酒店全程設有蓋天橋。

## 事件
2019年7月22日，大批示威者到何君堯在荃灣荃豐中心的辦事處抗議。有人把抗議單張張貼在辦事處玻璃上；亦有市民朝辦事處招牌噴黑油，並用商場的欄柱撞破玻璃，約3至4人沖進內拆毁室內閉路電視鏡頭，全程約2至3分鐘。其後眾人四散，事發時辦公室無人。事件起因為2019年7月21日遊行結束後，大批白衣的三合會人士到西鐵綫元朗站用竹枝、棍棒無差別攻擊手無寸鐵的市民，造成45人受傷，1人危殆。網上流傳的一段短片顯示，何君堯於示威當晚與白衣人握手，舉拇指及鼓掌稱讚是「英雄」，并合影留念。然而何君堯的行為和回應激起憤怒，激動的示威者因此發起「問候何君堯大行動」。
何君堯的辦事處到同年12月清空，外圍有鐵欄圍封。

## 商场图片

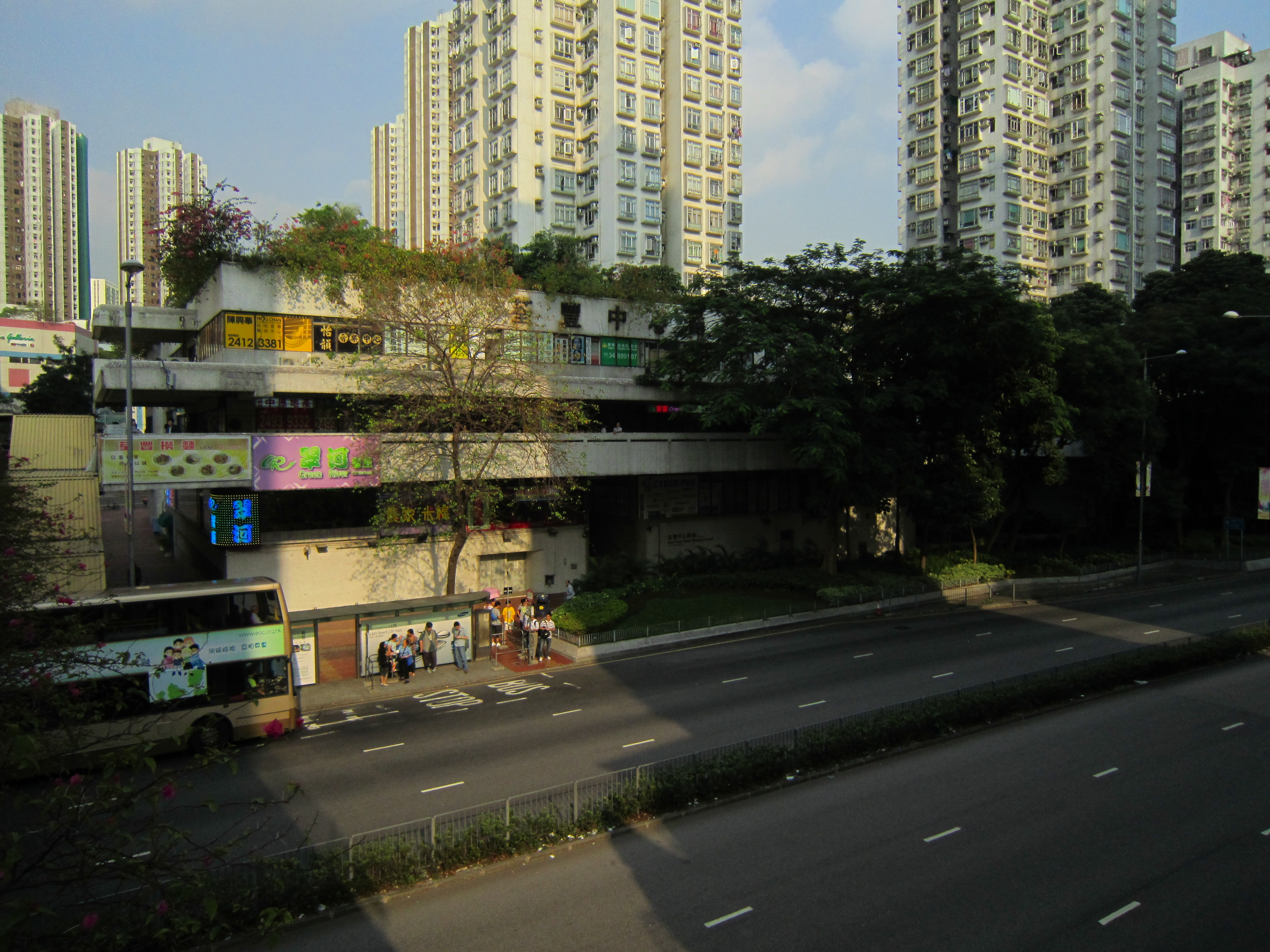
商場外貌
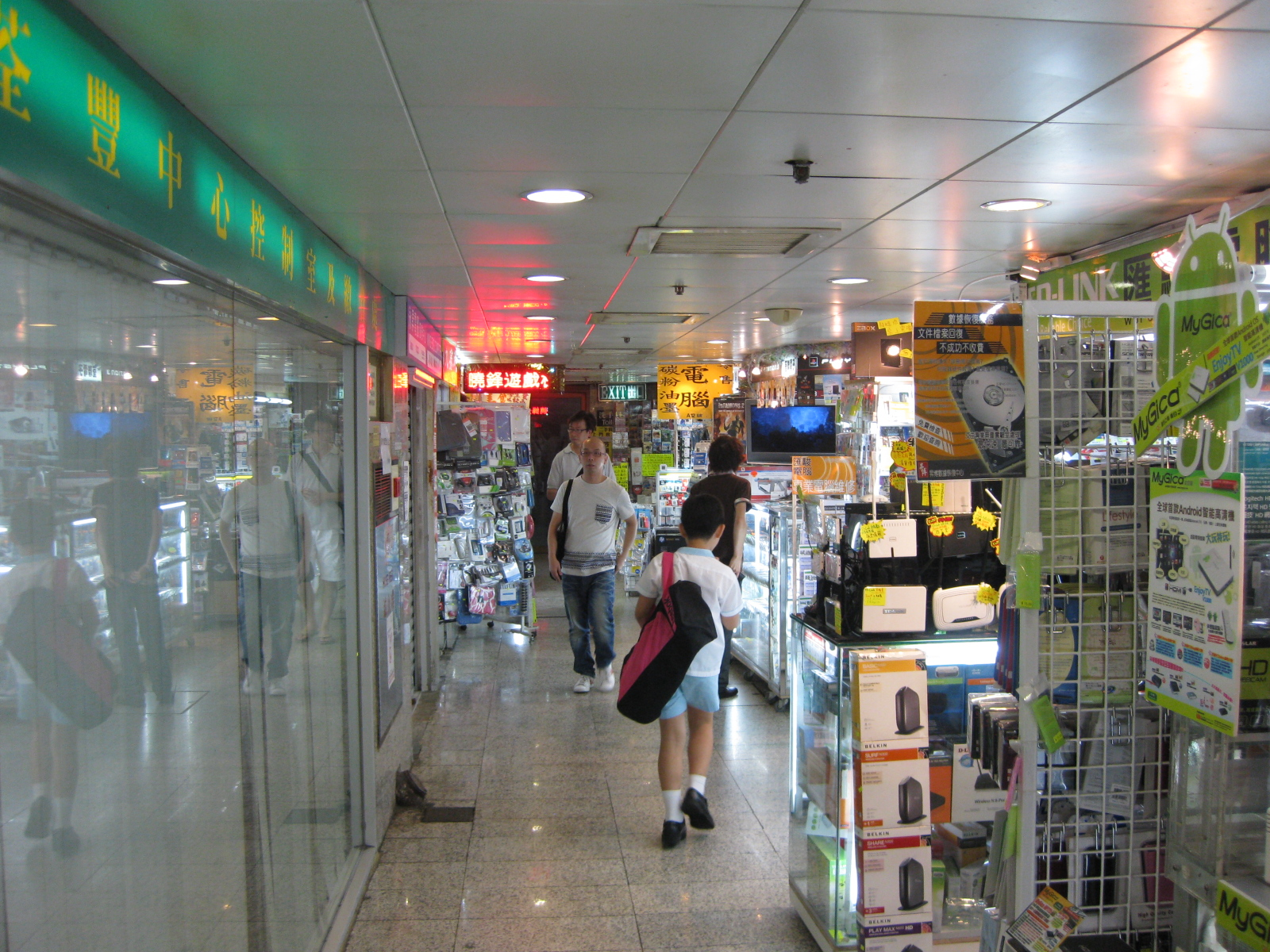
商場組裝電腦店林立
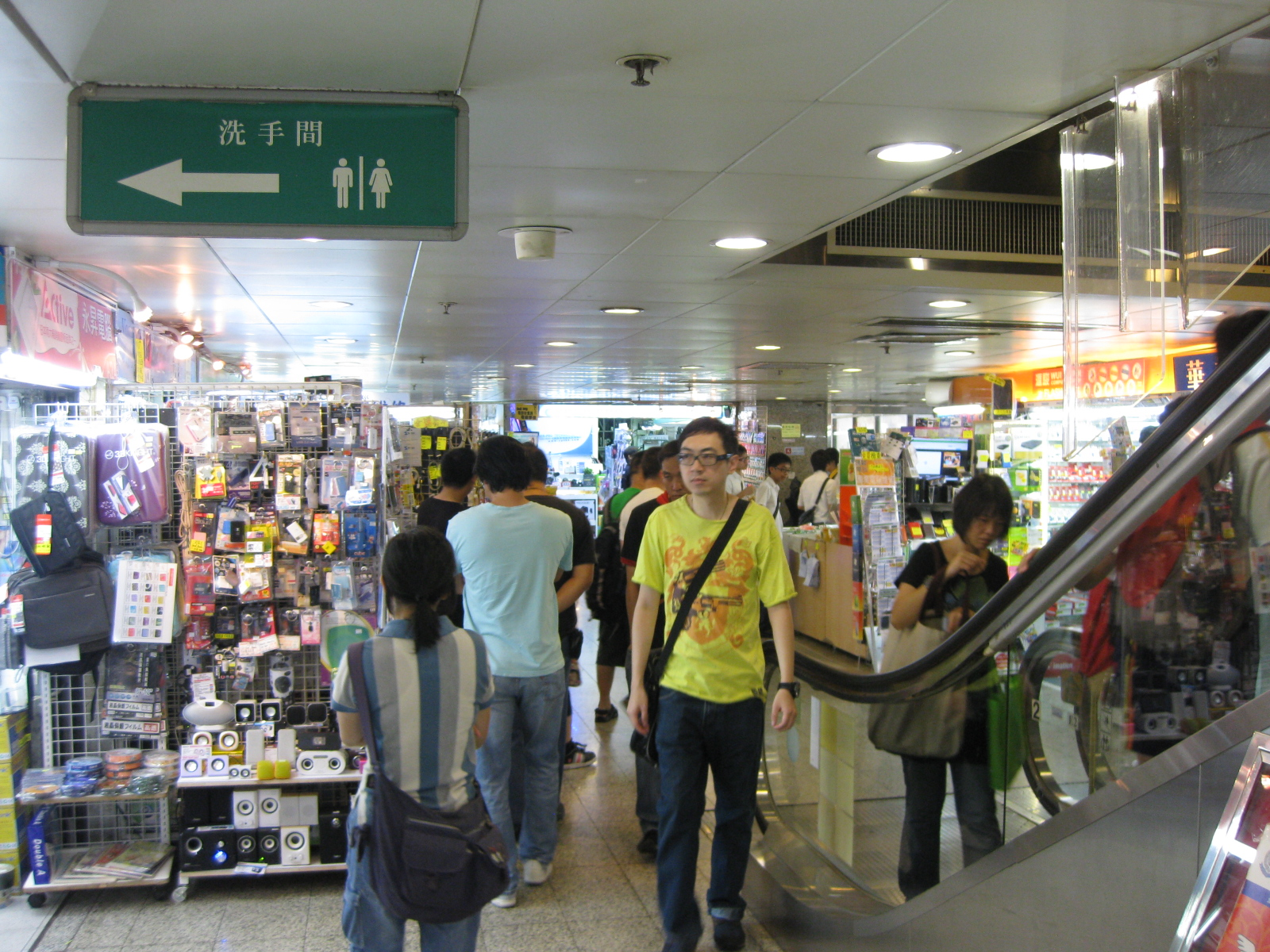
商場1樓（商場A）
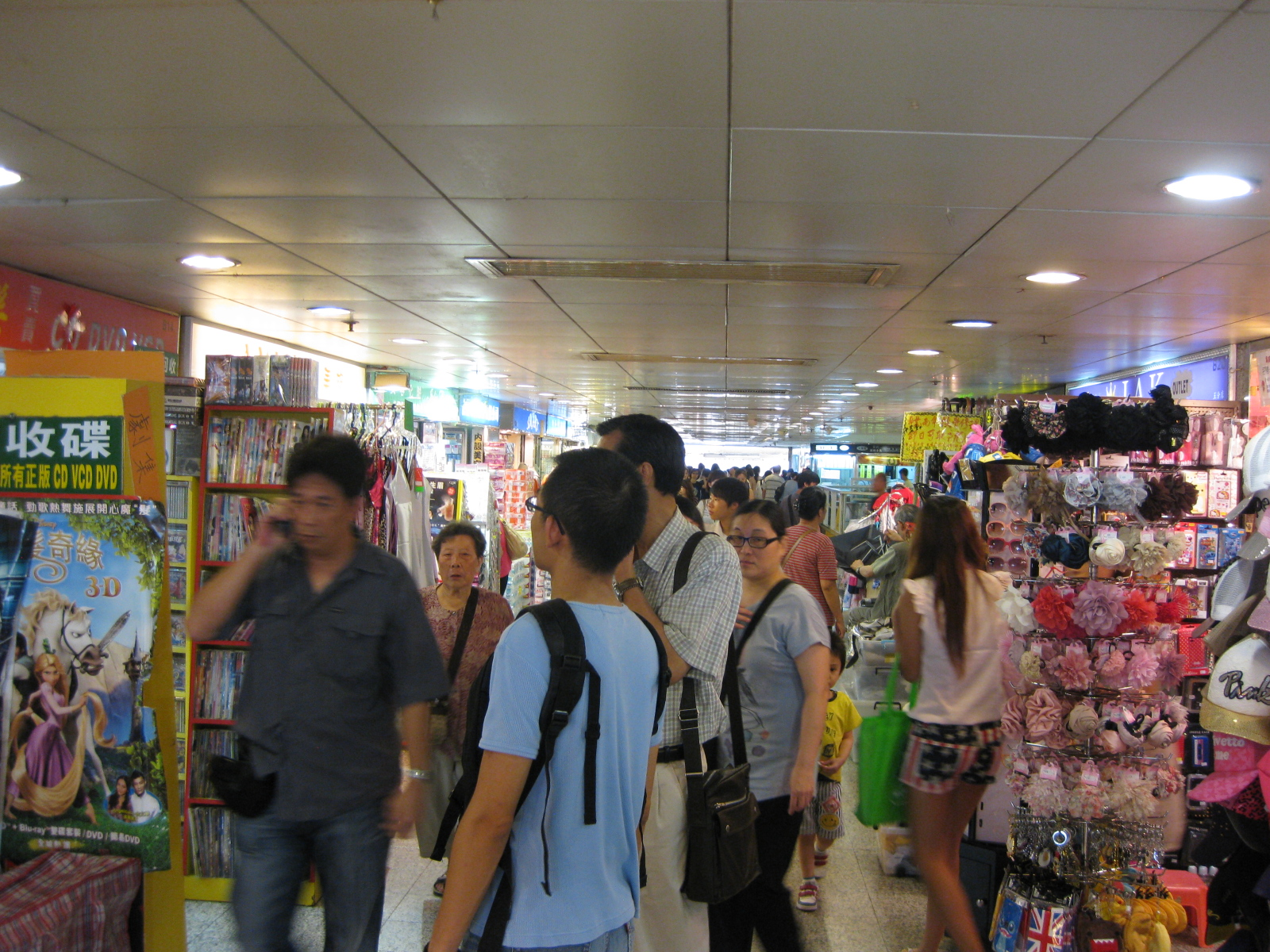
商場2樓（商場B）走廊